# لشکر ۲۷ زرهی (ایالات متحده آمریکا)
لشکر ۲۷ زرهی (انگلیسی: 27th Armored Division) لشکر زرهی نیروی زمینی ایالات متحده آمریکا است، که در سال ۱۹۵۵ تأسیس شد و در سال ۱۹۶۸ منحل گردید.